# Bobby Ham
Robert Stanley Ham (sinh ngày 29 tháng 3 năm 1942) là một cầu thủ bóng đá và huấn luyện viên bóng đá người Anh thi đấu cho Bradford Park Avenue, Gainsborough Trinity, Bradford City, Preston và Rotherham. Ông cũng dẫn dắt Gainsborough, Matlock và Guiseley.